# 風行字體
風行字體，又稱風行正楷、上海字，是1949年從中國大陸引進到臺灣的活字印刷楷體字型，其根本來源為1934年上海華文正楷銅模鑄字股份有限公司製作發行的華文正楷鉛字，原始字稿由書法家陳履坦所書。風行字體曾流行於臺灣印刷業，受到當地市場歡迎。此外，今日中国大陸常州华文印刷新技术有限公司（SinoType）的華文楷體以及北京中易中标电子信息技术有限公司的中易楷体也是基於此套鉛字。

## 歷史
1934年，上海華文正楷銅模鑄字股份有限公司製作發行了「華文正楷」鉛字，其設計稿由書法家陳履坦書寫。徐學成在《美術字技法與應用》第30頁寫到：「现用印刷楷体，应用最广的一种称“华文”正楷，该字起源于1938—1940 年，由当时在世界书局任职的陈履坦先生撰写。」。
1949年，商人許鴻璋從廈門帶此字型銅模來臺，於台北西門町成都路開立鑄字行，取名為「風行鑄字社」。這些楷書字型又稱「上海字」，與當時台灣市面上常看到臺灣日治時期日本開發的印刷楷字有很大的區別。風行字體以毛筆所寫，較有書法的感覺，特別是點捺勾處的抖擞有力，受到台灣市場歡迎。銅模的起源已不可考，後來日星鑄字行的經營者張介冠曾赴中國大陸尋根，但因文革之故，當地已無人可知來源，只知道應出於清朝進士之手。當時政府許多重要公文，如外交聘書等，也指定要到風行鑄字行買鉛字來印刷，以顯正式與隆重。極盛時期，顧客大排長龍，還吸引小販擺攤。
1965年左右，中南鑄字廠第二代朱吉雄退伍接手此創立於1928年的鑄字廠。他以風行字體為主體來修整一套楷書，製作成鋅板字體稿，送日本廠雕刻成整套正楷銅模。日本廠見此套楷體，便向朱吉雄央求願免費刻整套銅模，來換取留下一套字體。1966年當時一套銅模造價昂貴，但是朱吉雄不同意。
由於風行鑄字社只賣正楷字，而其他鑄字行同樣也複製他們的正楷字，再加上電動鑄字機的出現使鑄字速度提高很多，所以風行鑄字社的生意開始走下坡，一直到1968年歇業。許鴻璋去世後，該套包含符號、級數的33737個銅模藏於他的三重住家。
1999年，國立科學工藝博物館著手進行研究1930年代到1990年代的臺灣活版印刷，當採訪各地老師傅時總聽到他們稱讚當時有一套「風行字」。某次研究員採訪台北的大地印刷廠，提及該字體，意外發覺該廠會計就是許鴻璋的大女兒。科工館遊說其遺族捐出字型銅模。但因遺族未保留鉛字，科工館受限於器材、技術、材料，難因用該銅模翻鑄鉛字。直到2009年從日星鑄字行幫助下，從中間挑出常用的3780個字，順利重鑄鉛字。
為了保存字體結構之美，科工館採取了兩種方法進行數位化建置工作。一是文物數位化：將每一個銅模，依文物大小，丈量尺寸，再以數位相機拍攝數位照片與後製作；二是字體數位化：有正楷銅模字體翻印以及正楷字體數位化。2011年10月，高雄國立科學工藝博物館在地下一樓「開放式典藏庫」內，舉辦「消逝四十年『風行正楷』再現」活動，讓消逝四十多年的此字體重現世上。該館還將曾將廣鎖造型作為意象，推出「狀元及第 - 廣鎖隨身碟」，上面的「狀元及第」字型是風行字體。

## 特性
「風行」字屬於中國大陸的源流。於1949年中國大陸動亂時引進臺灣，將傳統漢字楷體的血統保留到臺灣。由於該字體充分保有書法字的筆畫和結構，立即打垮原本的日本鉛字體，成為當時業界普遍認為最好的字體。那時有些大廠曾向風行買整批字作種字翻造銅模，臺灣鑄字廠許多正楷活字銅模從此發展而來 。
延續至今，臺北日星鑄字行的銅模字體已獲得證實源自於「風行」正揩上海字。無疑「風行字體」在印刷字體歷史中承擔著承先啟後的關鍵角色，目前「風行字體」藉由日星鑄字行於今仍不斷的發酵中。
「風行鑄字社」許老闆表示，印刷字體要美，不是只有單獨的字漂亮，必須每一個字勻稱，有骨有肉，有統一和諧感，印刷成品才會漂亮，否則就稱為有「字」無「體」。顯示許老闆深感；「字體是一種透過視覺表達來傳遞資訊的重要手段，達到筆畫、風格等的統一，使字體呈現出一體化的視覺效果」。才不會只見「字」，而無整「體」的觀念，所以許老闆不參雜自創或拼湊外來的字體，破壞原本字體整個的統一性，求其字體的一致性風格展出，如此違反了商業經營法則的職人做法，終落入黯然退出市場，卻反而留下具有完整及純正的歷史文物。後經國立科學工藝博物館文獻搜尋及座談研討，推測保有「風行字體」的銅模就是當年攜帶來臺的原件 。
中國大陸早已使用簡體字，而臺灣活版印刷式微，如今也全數被電腦字取代，為了不讓記憶中的正體中文印刷字，永遠消失於舊書古籍中，這批銅模存在的意義不言可喻；就文化資產的意義而言，中文正楷字體的保存，具有不可取代的重要性；並被國立科學工藝博物館認定為珍貴的館藏品。
雖然同出一源的中易楷體及華文楷體得以以電腦字體的形式繼續存在，但幾經修改，字形已異於最初的上海華文正楷。

## 外部連結
- 風行楷體與不同字型楷體的比較 （页面存档备份，存于）